# Hiyō
Le Hiyō (signifiant « faucon volant » en japonais) est un porte-avions de classe Hiyō de la Marine impériale japonaise. Le second de la classe fut le Jun'yō.

## Conception, construction et conversion
Le Hiyō était à l'origine un paquebot du nom de Izumo Maru. Il avait été mis en construction en 1939 aux chantiers Kawasaki Heavy Industries à Kōbe. En août 1940, alors que la guerre faisant déjà rage en Europe, la Marine impériale japonaise décida son achat et son adaptation en porte-avions. Au moment de son acquisition, il se trouvait encore sur cale. Lancé le 24 juin 1941, il fut complété au cours de l'été 1942 pour être mis en service le 31 juillet de la même année.
Les turbines de l'appareil moteur marchand furent conservées, alors que les chaudières furent remplacées par d'autres plus puissantes, de façon à obtenir une vitesse de 25,5 nœuds, soit un nœud et demi de plus. Mais il semble que ce résultat ne fut pas atteint, et durant son service, il ne dépassa que rarement 23 nœuds.

Au cours des travaux est ajouté un pont d'envol ; soutenu par des montants à l'arrière mais pratiquement englobé dans la structure de la coque à l'avant, il est long de 172 m et large de 23,4 m. La caractéristique la plus étonnante fut la cheminée incorporée à l'îlot et inclinée vers la droite. Celui-ci était constitué d'une superstructure haute d'un pont, mais surmontée d'une seconte haute de deux ponts, dans la partie avant de laquelle se trouvait la passerelle. Celle-ci était complètement extérieure au pont d'envol et soutenue par une structure en encorbellement sur la droite. Il y avait deux ascenseurs, l'un un peu en avant de l'îlot, et l'autre à peu près entre les passerelles des pièces arrière de 127 mm.

Aucun blindage n'a été installé pendant la refonte.

### Armements
À son lancement, l'armement principal, constitué de 12 canons de 127 mm/40 Type 89 (DP) à double emploi (mer-air), était réparti en 6 positions jumelées sur des passerelles latérales et extérieures, trois sur chaque bord, mais pas de manière symétrique. Une à l'avant et deux à l'arrière de l'îlot, mais deux à l'avant et une à l'arrière sur bâbord et plus en arrière que celles sur tribord.  
Les 24 canons antiaériens de 25 mm Type 96 se trouvaient en 8 affûts triples, quatre de chaque côté, en arrière de la cheminée à tribord et au centre à bâbord. En 1943 ceux-ci ont été renforcés, et début 1944 leur nombre s'élevait à 60, soit 16 affûts triples et 12 simples.

## Service
Il a participé en 1942 à la bataille de Guadalcanal.
Le 10 juin 1943 en baie de Tokyo, il fut torpillé par le sous-marin Trigger et subit des dommages dans la chambre des machines qui furent réparés la même année.
Le Hiyo a été coulé à la bataille de la mer des Philippines le 20 juin 1944 par les appareils du porte-avions léger USS Belleau Wood (CVL-24).

## Commandants successifs
- Capitaine Akitomo Beppu (15 novembre 1941 - 30 novembre 1942)
- Capitaine Michio Sumikawa (30 novembre 1942 - 1er septembre 1943)
- Capitaine Izumi Furukawa (1er septembre 1943 - 15 février 1944)
- Capitaine Toshiyuki Yokoi (16 février 1944 - 20 juin 1944)